# Sporen uit het Oosten
Sporen uit het Oosten is een documentaire van de Nederlandse documentairemaker Rob Hof.
In een dertiendelige serie reist Hof per trein van Hanoi in Vietnam naar het Turkse Istanboel. Een reis van Oost naar West, door 23 landen, langs de centra van de belangrijkste wereldreligies. Onderweg interviewt hij toevallige medereizigers over hun religie en hoe zij denken over globalisering. Hoe gaan zij om met de druk om te moderniseren?
Hij ontving voor de serie in 2007 de Zilveren Nipkowschijf.
De serie werd in 2016 uitgezonden door de publieke omroepen BOS, Joodse Omroep, NCRV, NMO en OHM op Nederland 1. Later werd de serie herhaald door de commerciële zender ONS.